# حکمت و فلسفه
حکمت و فلسفه فصلنامه علمی-پژوهشی گروه فلسفه دانشگاه علامه طباطبایی است. مدیر مسئول این مجله، علی‌اصغر مصلح و سردبیر آن احمدعلی حیدری است. این مجله از سال ۱۳۸۴ منتشر می‌شود.